# شهرستان کنپنو
شهرستان کنپنو (به لهستانی: Powiat Kępno) یک شهرستان در لهستان است که در استان لهستان بزرگ‌تر واقع شده‌است. شهرستان کنپنو ۶۰۸٫۳۹ کیلومتر مربع مساحت و ۵۵٬۳۳۵ نفر جمعیت دارد.